# Partecipanti al Tour de France 1950
Qui di seguito viene riportato l'elenco dei partecipanti al Tour de France 1950.

## Corridori per squadra
Nota: R ritirato, NP non partito, E eliminato
| Italia      | Italia               | Italia      | Paesi Bassi            | Paesi Bassi            | Paesi Bassi            | Ovest            | Ovest                | Ovest            |
| ----------- | -------------------- | ----------- | ---------------------- | ---------------------- | ---------------------- | ---------------- | -------------------- | ---------------- |
| 1           | Gino Bartali         | R 12ª       | 43                     | Henk de Hoog           | R 11ª                  | 81               | Armand Audaire       | R 14ª            |
| 2           | Serafino Biagioni    | R 12ª       | 44                     | Wim de Ruyter          | 27º                    | 82               | Robert Bonnaventure  | 44º              |
| 3           | Angelo Brignole      | R 12ª       | 45                     | Jefke Janssen          | NP 5ª                  | 83               | Roger Chupin         | R 14ª            |
| 4           | Giovanni Corrieri    | R 12ª       | 46                     | Gerrit Voorting        | R 11ª                  | 84               | Roger Creton         | 39º              |
| 5           | Guido De Santi       | E 3ª        | 47                     | Frans Vos              | R 13ª                  | 85               | Basile De Cortès     | R 11ª            |
| 6           | Attilio Lambertini   | R 12ª       | 48                     | Wout Wagtmans          | R 10ª                  | 86               | Jean-Marie Goasmat   | 35º              |
| 7           | Fiorenzo Magni       | R 12ª       | Cadetti italiani       | Cadetti italiani       | Cadetti italiani       | 87               | André Mahé           | R 8ª             |
| 8           | Silvio Pedroni       | R 12ª       | 49                     | Valerio Bonini         | R 12ª                  | 88               | Roger Pontet         | E 8ª             |
| 9           | Luciano Pezzi        | E 7ª        | 50                     | Giulio Bresci          | R 12ª                  | 89               | Jean Robic           | 12º              |
| 10          | Virgilio Salimbeni   | R 12ª       | 51                     | Alberto Ghirardi       | R 12ª                  | 90               | Gino Sciardis        | 33º              |
| Belgio      | Belgio               | Belgio      | 52                     | Adolfo Leoni           | R 12ª                  | Centro-Sud Ovest | Centro-Sud Ovest     | Centro-Sud Ovest |
| 11          | Maurice Blomme       | R 16ª       | 53                     | Alfredo Pasotti        | R 12ª                  | 91               | René Berton          | R 5ª             |
| 12          | Hilaire Couvreur     | R 11ª       | 54                     | Remo Sabatini          | R 12ª                  | 92               | Pierre Cogan         | 7º               |
| 13          | Marcel Dupont        | E 20ª       | Cadetti belgi          | Cadetti belgi          | Cadetti belgi          | 93               | Armand Darnauguilhem | E 13ª            |
| 14          | Marcel Hendrickx     | 25º         | 55                     | Armand Baeyens         | 23º                    | 94               | Marcel Dussault      | 31º              |
| 15          | Raymond Impanis      | 8º          | 56                     | Marcel De Mulder       | 16º                    | 95               | Bernard Fernandez    | R 4ª             |
| 16          | Roger Lambrecht      | 13º         | 57                     | Isidore De Rijck       | E 6ª                   | 96               | Noël Lajoie          | 45º              |
| 17          | Stan Ockers          | 2º          | 58                     | Albert Dubuisson       | R 13ª                  | 97               | Georges Meunier      | 9º               |
| 18          | Alberic Schotte      | 22º         | 59                     | Jan Storms             | R 15ª                  | 98               | Alain Moineau        | E 18ª            |
| 19          | Edouard Van Ende     | E 20ª       | 60                     | Marcel Verschueren     | 15º                    | 99               | Paul Pineau          | E 9ª             |
| 20          | Jozef Verhaert       | R 20ª       | Parigi                 | Parigi                 | Parigi                 | 100              | Hervé Prouzet        | R 17ª            |
| Francia     | Francia              | Francia     | 61                     | Jean Baldassari        | 30º                    | Sud Est          | Sud Est              | Sud Est          |
| 21          | Emile Baffert        | 48º         | 62                     | José Beyaert           | 47º                    | 101              | Marius Bonnet        | E 6ª             |
| 22          | Louison Bobet        | 1º          | 63                     | Serge Blusson          | 42º                    | 102              | Pierre Brambilla     | 11º              |
| 23          | Paul Giguet          | 24º         | 64                     | Robert Chapatte        | R 9ª                   | 103              | Antonin Canavese     | E 12ª            |
| 24          | Louis Deprez         | E 9ª        | 65                     | Robert Dorgebray       | R 7ª                   | 104              | Robert Castelin      | 19º              |
| 25          | Robert Desbats       | 46º         | 66                     | Dominique Forlini      | E 18ª                  | 105              | Bernard Gauthier     | 17º              |
| 26          | Raphaël Géminiani    | 4º          | 67                     | Antoine Frankowsky     | E 16ª                  | 106              | Robert Kallert       | 38º              |
| 27          | Nello Lauredi        | 37º         | 68                     | Lucien Lauk            | E 6ª                   | 107              | Paul Néri            | R 4ª             |
| 28          | Apo Lazaridès        | 28º         | 69                     | Maurice Quentin        | E 6ª                   | 108              | Raoul Rémy           | 34º              |
| 29          | Jacques Marinelli    | R 7ª        | 70                     | Jacques Renaud         | E 6ª                   | 109              | Emile Rol            | E 6ª             |
| 30          | Pierre Molinéris     | 36º         | Île-de-France-Nord Est | Île-de-France-Nord Est | Île-de-France-Nord Est | 110              | Antonin Rolland      | 29º              |
| Svizzera    | Svizzera             | Svizzera    | 71                     | Gilbert Bauvin         | 49º                    | Nord Africa      | Nord Africa          | Nord Africa      |
| 31          | Georges Aeschlimann  | 41º         | 72                     | André Brulé            | 14º                    | 111              | Max Charroin         | R 5ª             |
| 32          | Emilio Croci-Torti   | 43º         | 73                     | Maurice De Muer        | 16º                    | 112              | Custodio Dos Reis    | 26º              |
| 33          | Ferdi Kübler         | 1º          | 74                     | Kléber Piot            | 6º                     | 113              | Ahmed Kebaili        | 40º              |
| 34          | Martin Metzger       | E 8ª        | 75                     | Galliano Pividori      | R 11ª                  | 114              | Marcel Molinès       | E 18ª            |
| 35          | Gottfried Weilenmann | 50º         | 76                     | Roger Queugnet         | E 18ª                  | 115              | Abdel-Kader Zaaf     | R 13ª            |
| 36          | Fritz Zbinden        | 51º         | 77                     | Attilio Redolfi        | 20º                    | 116              | Marcel Zelasco       | E 18ª            |
| Lussemburgo | Lussemburgo          | Lussemburgo | 78                     | Nello Sforacchi        | E 12ª                  |                  |                      |                  |
| 37          | Jean Diederich       | 18º         | 79                     | Pierre Joseph Tacca    | E 9ª                   |                  |                      |                  |
| 38          | Marcel Ernzer        | R 13ª       | 80                     | Daniel Thuayre         | R 11ª                  |                  |                      |                  |
| 39          | Jean Goldschmit      | 10º         |                        |                        |                        |                  |                      |                  |
| 40          | Henri Kellen         | R 12ª       |                        |                        |                        |                  |                      |                  |
| 41          | Willy Kemp           | 21º         |                        |                        |                        |                  |                      |                  |
| 42          | Jean Kirchen         | 5º          |                        |                        |                        |                  |                      |                  |